# Stiromella
Stiromella är ett släkte av insekter som beskrevs av Wagner 1963. Stiromella ingår i familjen sporrstritar.
Kladogram enligt Catalogue of Life och Dyntaxa:
| Stiromella | \| \| Stiromella notata \| \| \| \| \| \| Stiromella obliqua \| \| \| \| |
|            | \| \| Stiromella notata \| \| \| \| \| \| Stiromella obliqua \| \| \| \| |
|            | Stiromella notata                                                        |
|            |                                                                          |
|            | Stiromella obliqua                                                       |
|            |                                                                          |